# Telefonul de la miezul nopții
Telefonul de la miezul nopții (în engleză Midnight Caller) este un serial de televiziune dramatic american creat de Richard DiLello, care a fost difuzat pe NBC din 25 octombrie 1988 până la 17 mai 1991. A fost unul dintre primele seriale de televiziune care a abordat posibilitățile dramatice ale fenomenului în creștere numit talk radio.

## Prezentare generală
Telefonul de la miezul nopții îl are pe Gary Cole în rolul lui Jack Killian, un fost detectiv de poliție din San Francisco, care și-a dat demisia după ce și-a împușcat mortal din greșeală partenerul, într-o confruntare cu criminali înarmați. După ce a devenit alcoolic, Killian primește o ofertă de la Devon King (Wendy Kilbourne), proprietara bogată și frumoasă al KJCM-FM, pentru a deveni „The Nighthawk”, gazda unui talk-show nocturn, primind apeluri de la ascultători și acționând ca un detectiv care le rezolvă problemele în timpul zilei (titlul emisiunii lui Killian va fi ulterior adoptat în viața reală de gazda de talk-show George Noory pe KTRS din St. Louis din 1996 până în 2003, când Noory a devenit gazda emisiunii Coast to Coast AM după retragerea lui Art Bell). Chiar dacă Killian a spus că nu ascultă radioul, a acceptat oferta.
Aventurile lui Killian l-au dus frecvent înapoi pe tărâmul activității poliției, unde mai mulți dintre foștii săi colegi erau mai puțin fericiți să-l vadă din nou. El s-a confruntat cu numeroase probleme, atât personale, cât și profesionale, și a fost nevoit să în mai multe ocazii să se confrunte Cu natura relației sale atât cu tatăl său absent, cât și cu frații săi. Cu ce nu s-a ațteptat să se confrunte niciodată a fost relația lui, sau lipsa unei relații cu Devon. În cele din urmă, Devon a rămas însărcinată în urma unei relații cu un alt bărbat și a vândut postul de radio (în viața reală Kilbourne a fost însărcinată în aceeași perioadă). În ciuda episoadelor despre SIDA, pedeapsa capitală și abuzuri asupra copiilor, printre alte subiecte, serialul și-a pierdut din audiență atunci când a fost mutat din intervalul său inițial și a fost anulat după trei sezoane.
Comentariul de închidere a emisiunii radio a lui Killian a fost Noapte bună, America, oriunde te-ai afla.
Soliditatea serialului a fost combinarea unor povești bine create, cu personaje realiste, de actualitate. Poveștile s-au rotit și în jurul distribuției principale, iar personajele sale bine dezvoltate au permis telespectatorilor să se raporteze la ele. Coloana sonoră, de jazz, a serialului a ajutat la creșterea popularității sale.
În octombrie 1990, Wendy Kilbourne (Devon King) a părăsit serialul din cauză că a rămas însărcinată. Lisa Eilbacher (Nicky Molloy) a devenit noul rol principal feminin.

## Distribuție
- Gary Cole - Jack Killian[6]
- Wendy Kilbourne - Devon King
- Dennis Dun - Billy Po
- Mykel T. Williamson - Deacon Bridges
- Arthur Taxier - lt. Carl Zymak
- Lisa Eilbacher - Nicky Molloy